# The Outrunners
The Outrunners é um wrestling profissional tag team americano composto por Truth Magnum e Turbo Floyd. Eles assinaram contrato com a All Elite Wrestling (AEW) e também lutam por sua promoção irmã Ring of Honor (ROH). A equipe estreou em abril de 2021 e lutou pela National Wrestling Alliance (NWA), bem como por diversas promoções regionais no circuito independente, como Ohio Valley Wrestling (OVW).
O truque da equipe é que eles são apresentados como lutadores dos anos 1980 retrocessos, incluindo o uso de equipamentos e movimentos no estilo daquela época, e a filmagem de vinhetas usando uma VHS câmera de vídeo . Sua popularidade fez deles um dos maiores vendedores de mercadorias da AEW em agosto de 2024.

## All Elite Wrestling (2021-presente)
Os Outrunners fizeram sua estreia no All Elite Wrestling em 8 de setembro de 2021, no AEW Dark: Elevation, perdendo para The Butcher And The Blade.

## Campeonatos e conquistas
- Ohio Valley Wrestling
  - OVW Southern Tag Team Championship (2 vezes)[9]